# Longcheng
För andra betydelser, se Longcheng (olika betydelser).
Longcheng är ett stadsdistrikt i Chaoyang i Liaoning-provinsen i nordöstra Kina.